# Hong Kong Museum of History
Het Hong Kong Museum of History (Chinees: 香港歷史博物館) is een museum in Hongkong met als onderwerp het historisch en cultureel erfgoed. Het in 1975 geopend museum is gevestigd in de wijk Tsim Sha Tsui op Kowloon. De collecties ondersteunen het onderzoek van de natuurlijke historie, archeologie, etnografie en heemkunde van Hongkong.
De oorspronkelijke collectie komt uit het City Museum and Art Gallery dat in 1975 werd opgesplitst in het Hong Kong Museum of History en het Hong Kong Museum of Art.
Van maart 2016 tot maart 2017 ontving het museum 1.038.000 bezoekers.